# Valseca
Valseca é um município da Espanha na província de Segóvia, comunidade autónoma de Castela e Leão, de área 23,31 km² com população de 301 habitantes (2004) e densidade populacional de 12,91 hab/km².

## Demografia
| Variação demográfica do município entre 1991 e 2004 | Variação demográfica do município entre 1991 e 2004 | Variação demográfica do município entre 1991 e 2004 | Variação demográfica do município entre 1991 e 2004 |
| --------------------------------------------------- | --------------------------------------------------- | --------------------------------------------------- | --------------------------------------------------- |
| 1991                                                | 1996                                                | 2001                                                | 2004                                                |
| 329                                                 | 319                                                 | 277                                                 | 301                                                 |